# Evelyn Nelson
Pour les articles homonymes, voir Nelson.
Evelyn Merle Nelson (1943-1987) née Evelyn Merle Roden, est une mathématicienne canadienne. Nelson a apporté des contributions au domaine de l'algèbre universelle avec des applications à l'informatique théorique. Elle a, de concert avec Cecilia Krieger, donné son nom au prix Krieger-Nelson, décerné par la Société mathématique du Canada pour des recherches exceptionnelles par une mathématicienne.

## Enfance
Nelson est née le 25 novembre 1943 à Hamilton au Canada. Ses parents sont des immigrants de Russie dans les années 1920. Nelson est scolarisée au lycée de Westdale dans la ville de Hamilton.

## Formation
Après avoir passé deux ans à l'Université de Toronto, Nelson retourne à Hamilton pour étudier à l'Université McMaster. Elle obtient son Baccalauréat universitaire en sciences en mathématiques à l'université McMaster en 1965, puis une Maîtrise en mathématiques de l'université McMaster en 1967. Elle réussit à ce que son travail de thèse soit publié dans le Journal canadien de mathématiques, également en 1967 ; l'article est intitulé Finiteness of semigroups of operators in universal algebra.
Nelson obtient son doctorat en 1970 sous la direction de Günther Bruns. Sa thèse est intitulée The lattice of equational classes of commutative semigroups, et donne corps à un article publié lui aussi dans le Journal canadien de mathématiques,.

## Carrière
À partir de la fin de son doctorat en 1970 jusqu'en 1978, Nelson a continué à l'université McMaster, d'abord en tant que chercheur post-doctoral, et plus tard, sous le titre de "research associate". En 1978, Nelson est nommée comme professeure associée. Nelson occupe le poste de président de l'Unité de Science Informatique à l'université McMaster de 1982 jusqu'en 1984. Elle est nommée professeure en 1983.
La qualité de l'enseignement de Nelson est, selon un collègue, « toujours de l'ordre le plus élevé ». Cependant, avant d'obtenir un poste de professeure à l'université McMaster, les préjugés à son encontre ont conduit à des doutes sur sa capacité à enseigner.
Nelson a publié plus de 40 articles au cours de sa carrière de 20 ans. Elle est morte d'un cancer en 1987.

## Hommage
Le nom d'Evelyn Nelson a été donné, avec celui de Cecilia Krieger, au prix Krieger-Nelson, qui est décerné à une femme mathématicien en reconnaissance de résultats exceptionnels. Le Département de Mathématiques de l'Université McMaster organise une série de conférences, les "Conférences Evelyn Nelson", depuis 1991.